# Fekete leves (film)
A Fekete leves 2013-ban forgatott, 2014-ben bemutatott színes, magyar akció-vígjáték, amit Novák Erik rendezett.

## Cselekmény
A sok milliós póker adósságba keveredett DJ tippet kap, hogy mászhat ki a zűrből: "csak" egy páncélautót kell kirabolni. Az akcióhoz az éppen diliházban pihenő haverját és annak ápolt barátait szervezi be. A bolondkommandó meglepő profizmussal csinálja meg a nagy balhét. Ám kiderül, hogy a maffia rettegett vezérét rabolták ki, aki – mellesleg a DJ apja – természetesen nem a rendőrséghez fordul segítségért.

## Szereplők
- Perjés Zoltán (Dj)
- Novák Erik (Erik)
- Vágvölgyi B. András (Big Man)
- Nagy Zsolt (Zsolti)
- Szabó Simon (Simon)
- Fátyol Hermina (Hermina)
- Herczeg Zoltán (Zoli)
- Gosztonyi Csaba (politikus)
- Máté Gábor (Gábor)
- Tóth Orsi (Orsi)
- Parti Nóra (Nóra)
- Bodnár Tünde (party girl)
- Baráth Gyula (Gyuszi)
- Bali Roland (Roland)
- Ralph Berkin (Ralph)
- Cseh Andris (Andris)
- Farkas József (Pici)
- Földesi Ágnes (Ági)
- Horváth János (Jani)
- Fekete Ernő (Gábor fiatalon)
- Gödrös Frigyes (Frici)
- Kresmery Dániel (orvos)
- Novák András (András)

## Érdekesség
- A film hivatalos bemutatója elmaradt, mert azokban a mozikban, ahol vetítették, öt perccel a vetítés kezdete előtt bombariadó volt.[1]
- A párbeszédeket a film szereplői improvizálták.